# Tommy, Can You Hear Me?
«Tommy, Can You Hear Me?» es una canción escrita por Pete Townshend y grabada por el grupo británico de rock The Who. Aparece en la decimosexta pista de la primera ópera rock del grupo llamada Tommy de 1969. La canción se convirtió en el tema principal de la UNICEF en 1972.

## Concepto
Después de los acontecimientos narrados en "Go to the Mirror!", Tommy (el personaje principal de la historia) sigue siendo atraído por el espejo, mientras sus padres tratan de llegar a él. Su madre desesperada, pregunta si este le puede oír.

## Características
La canción es uno de los sencillos más cortos de la banda, con solo 1:35 de duración. La canción no presenta la batería de Keith Moon, sólo una guitarra acústica, el bajo y el coro de voces de los integrantes de la banda, con armonías muy sotisficadas y trabajadas. Una versión más extensa de la canción, aparece en el documental de la banda The Kids Are Alright.
En la versión cinematográfica del álbum, llamada también Tommy, luego de visitar al doctor y de camino a casa, la madre de Tommy le pregunta si este logra percibir sus lamentos, pero no recibe respuesta alguna.